# Çandarlı Ali Paşa
Çandarlı Ali Paşa fue el gran visir del Imperio otomano desde 1387 hasta 1406, bajo los sultanes Murad I, Beyazid I y, durante el interregno otomano, Süleyman Çelebi.
Era el hijo de Çandarlı Kara Halil Hayreddin Pasha y el hermano de Çandarlı Ibrahim Pasha el Viejo. Ali Pasha era el comandante de las tropas otomanas que conquistó la mayor parte de Bulgaria y Dobruja en 1388 y fue uno de los comandantes de los cipayos rumelianos durante la Batalla de Nicópolis en 1396.